# Ampelion rubrocristatus
Ampelion rubrocristatus е вид птица от семейство Cotingidae. Видът е незастрашен от изчезване.

## Разпространение
Разпространен е в Боливия, Колумбия, Еквадор, Перу и Венецуела.